# Pour que tu m’aimes encore
«Pour que tu m’aimes encore» (с фр. — «Чтобы ты полюбил меня снова») — песня канадской певицы Селин Дион из её тринадцатого студийного альбома D’eux (1995). Она была написана Жан-Жаком Гольдманом и спродюсирована Гольдманом и Эриком Бензи. «Pour que tu m’aimes encore» была выпущена в качестве главного сингла с альбома 13 марта 1995 года. Она получила положительные отзывы музыкальных критиков и принесла победы в номинациях «Лучшая песня года» на французской премии «Виктуар де ля мюзик» и «Самая популярная песня года» на квебекской премии «Феликс». «Pour que tu m’aimes encore» стала самым большим франкоязычным хитом Дион и её визитной карточкой. Песня возглавила чарты во Франции, бельгийской Валлонии и Квебеке и стала её первой франкоязычной песней, вошедшей в десятку лучших в Великобритании. По данным Книги рекордов Гиннесса, сингл «Pour que tu m’aimes encore» был продан тиражом 2,1 миллиона копий во Франции и еще 2,1 миллиона копий в Канаде.

## Предыстория и выпуск
Дион записала альбом D’eux в ноябре и декабре 1994 года в студии Méga в Париже, Франция. Большинство песен были написаны Жан-Жаком Гольдманом, в то время как продюсированием занимались Голдман и Эрик Бенци. «Pour que tu m’aimes encore» была выбрана в качестве первого сингла и выпущена 13 марта 1995 года во Франции, а две недели спустя в Бельгии. 28 августа 1995 года она была выпущена в Великобритании, Ирландии, Швейцарии и Нидерландах, в ноябре 1995 года в Швеции и в октябре 1996 года в Японии. Англоязычная версия «If That’s What it Takes» была включена в альбом Falling into You в 1996 году. Дион часто исполняла «Pour que tu m’aimes encore» во время своих концертов. Песня также вошла в её альбомы лучших хитов On ne change pas (2005) и My Love: Ultimate Essential Collection (2008).

## Список композиций
| №  | Название                                    | Длительность |
| -- | ------------------------------------------- | ------------ |
| 1. | «Pour que tu m’aimes encore»                | 4:15         |
| 2. | «Pour que tu m’aimes encore» (instrumental) | 4:16         |

| №  | Название                                    | Длительность |
| -- | ------------------------------------------- | ------------ |
| 1. | «Pour que tu m’aimes encore»                | 4:15         |
| 2. | «Pour que tu m’aimes encore» (instrumental) | 4:16         |
| 3. | «Prière païenne»                            | 4:11         |

| №  | Название                                    | Длительность |
| -- | ------------------------------------------- | ------------ |
| 1. | «Pour que tu m’aimes encore»                | 4:15         |
| 2. | «Pour que tu m’aimes encore» (instrumental) | 4:16         |
| 3. | «Calling You» (live)                        | 4:04         |

| №  | Название                     | Длительность |
| -- | ---------------------------- | ------------ |
| 1. | «Pour que tu m’aimes encore» | 4:14         |
| 2. | «Prière païenne»             | 4:11         |

| №  | Название                               | Длительность |
| -- | -------------------------------------- | ------------ |
| 1. | «Tu m’aimes encore (To Love Me Again)» | 4:15         |
| 2. | «Show Some Emotion»                    | 4:11         |

| №  | Название                                 | Длительность |
| -- | ---------------------------------------- | ------------ |
| 1. | «Tu m’aimes encore (To Love Me Again)»   | 4:15         |
| 2. | «Prière païenne»                         | 4:11         |
| 3. | «Un garçon pas comme les autres (Ziggy)» | 2:58         |
| 4. | «Des mots qui sonnent»                   | 3:56         |

| №  | Название                               | Длительность |
| -- | -------------------------------------- | ------------ |
| 1. | «Tu m’aimes encore (To Love Me Again)» | 4:15         |
| 2. | «Send Me a Lover»                      | 4:31         |
| 3. | «Show Some Emotion»                    | 4:11         |
| 4. | «The Last to Know»                     | 4:35         |

## Чарты
| Чарт (1995–2020)                               | Высшая позиция |
| ---------------------------------------------- | -------------- |
| Австрия (Ö3 Austria Top 40)                    | 30             |
| Бельгия/Валлония (Ultratop 50)                 | 1              |
| Бельгия/Фландрия (Ultratop 50)                 | 2              |
| Великобритания (OCC UK Singles)                | 7              |
| Венгрия (Rádiós Top 40)                        | 15             |
| Венгрия (Single Top 40)                        | 30             |
| Германия (GfK)                                 | 39             |
| Европа (Music & Media Hot 100 Singles)         | 4              |
| Ирландия (IRMA)                                | 6              |
| Исландия (Íslenski Listinn Topp 40)            | 2              |
| Квебек (ADISQ)                                 | 1              |
| Литва (M-1)                                    | 31             |
| Нидерланды (Dutch Top 40)                      | 3              |
| Нидерланды (Single Top 100)                    | 4              |
| Польша (LP3)                                   | 7              |
| Финляндия (Suomen virallinen radiosoittolista) | 9              |
| Франция (SNEP)                                 | 1              |
| Швейцария (Schweizer Hitparade)                | 17             |
| Швеция (Sverigetopplistan)                     | 3              |
| Шотландия (OCC Scotland)                       | 7              |

| Чарт (1995)                             | Позиция |
| --------------------------------------- | ------- |
| Бельгия/Валлония (Ultratop)             | 1       |
| Бельгия/Валлония (Ultratop Francophone) | 1       |
| Бельгия/Фландрия (Ultratop)             | 8       |
| Великобритания (OCC)                    | 89      |
| Европа (Music & Media)                  | 13      |
| Исландия (Íslenski Listinn Topp 40)     | 34      |
| Нидерланды (Dutch Top 40)               | 6       |
| Нидерланды (Single Top 100)             | 18      |
| Франция (SNEP)                          | 1       |

| Чарт (1996)                | Позиция |
| -------------------------- | ------- |
| Швеция (Sverigetopplistan) | 35      |

| Чарт (1990–1999) | Позиция |
| ---------------- | ------- |
| Франция (SNEP)   | 4       |

## Сертификации и продажи
| Регион                                                       | Сертификация | Продажи   |
| ------------------------------------------------------------ | ------------ | --------- |
| Бельгия (BEA)                                                | Платиновый   | 50 000*   |
| Великобритания (BPI)                                         | Серебряный   | 200 000   |
| Канада                                                       | —            | 2,100,000 |
| Франция (SNEP)                                               | Платиновый   | 2,100,000 |
| * Данные о продажах приведены только на основе сертификации. |              |           |